# ノートルダム清心女子短期大学
ノートルダム清心女子短期大学（ノートルダムせいしんじょしたんきだいがく、英語: Notre Dame Seishin Junior College）は、 広島県広島市西区己斐東1-10-1に本部を置いていた私立短期大学である。1961年に設置され、2003年に廃止された。大学の略称はノートルダム短大。

## 概要

### 大学全体
- 広島県広島市西区に所在した日本の私立短期大学で[1]、設置主体は学校法人ノートルダム清心学園。
- 1学科、入学定員50名体制で、1961年に開学した。その後、入学定員の増員はあったものの学科の増設はなし。
- 2001年度の入学生を最後に[注釈 1][注釈 2]、2003年に短期大学としての使命を終える。

### 教育および研究
- ノートルダム清心女子短期大学は開学当初より英語教育に特化した教育が行われ[2]、一般教育科目には「キリスト教概論」や「聖書学」といった宗教関連科目が置かれていた。
- 第二外国語として「フランス語」・「スペイン語」・「ドイツ語」・「中国語」があった。

### 学風および特色
- ノートルダム清心女子短期大学はフランスで創立されたカトリック修道女会・シスターズ・オブ・ノートルダムが経営母体となっていたことから[3]、開学以来カトリックの教育精神に基づいた教育が行われ、知・情・徳の調和がとれた女性の育成がねらいとされていた。
- 「聖ジュリーの祝日」と称した宗教的行事が行われていた[4]。
- 海外研修としてイギリスでの英語研修が行われていた[4]。
- 制服の着用が義務付けられ、色はグレーとなっていた[4]。

## 沿革
- 1924年 岡山市にて清心高等女学校が創設される。
- 1951年
  - 2月28日 学校法人ノートルダム清心学園の設置が認可される[5]。
- 1961年
  - 3月10日 左記を以て文部省[注 1]より短期大学の設置が認可される[6][7]。
  - 4月1日 ノートルダム清心女子大学短期大学部（のーとるだむせいしんじょしだいがくたんきだいがくぶ）として以下の体制で開学。
    - 英文科[8][注 2]
- 1964年
  - 4月1日 ノートルダム清心女子短期大学として独立する[11][注 3][注 4]
- 1965年
  - 4月1日 英文科の入学定員50→80へ増員[注 5][14][注 6]。
- 1975年
  - 4月1日 英文科の入学定員80→100へ増員[注 7][16][注 8]。
- 1981年
  - 5月15日 短期大学創立20周年記念式典が挙行される[4]。
- 2001年
  - 4月1日 当年度をもって学生募集終了[注釈 1][注釈 2]。
- 2003年
  - 8月8日 ノートルダム清心女子大学に統合する形で廃止[23]。

## 基礎データ

### 所在地
- 広島市西区己斐東1-10-1[4]

### 象徴
- ノートルダム清心女子短期大学のカレッジマークは盾の形をベースとしてその中央に火の灯ったろうそくの絵が描かれたものとなっていた[4]。。
- 大学歌は英語の歌詞によるカレッジソングがあった[24]。

## 教育および研究

### 組織

#### 学科
- 英文科[注 9]：「教育文化」、「英米文学」、「国際コミュニケーション」の3コースがあった。

#### 専攻科
- なし

#### 別科
- なし

#### 取得資格について
- 中学校教諭二種免許状（英語）が教育文化コースにて置かれていた[25]。1962年2月10日、文部省告示第13号告示にて認定される[26]

### 研究
- 『ノートルダム清心女子短期大学論叢』[27]

## 学生生活

### 部活動・クラブ活動・サークル活動
- ノートルダム清心女子短期大学で活動していたクラブ活動：ESS・放送・マンドリン・華道・茶道などがあった[4]。

### 学園祭
- ノートルダム清心女子短期大学の学園祭は「清心祭」と呼ばれ例年、10月に行われていた[4]。

## 大学関係者と組織

### 大学関係者組織
- ノートルダム清心女子短期大学には同窓会組織があり、同窓会総会を年1回開催、年1回の会報発行を行っている。(2019年2月現在) [28]

## 施設

### キャンパス
- ノートルダム清心中学校・高等学校と同一敷地内に立地していた。校門を潜ったところに坂道があり、その天辺に聖母マリア像が佇む正面玄関、聖堂、修道院、ルルドのグロットや淡色の校舎等があった。

### 寮
- なし

## 対外関係

### 系列校
- ノートルダム清心女子大学
- ノートルダム清心中学校・高等学校

## 社会との関わり
- 経営母体である学校法人学校法人ノートルダム清心学園は、アメリカ・イギリス・イタリア・ベルギー・中南米・アフリカ諸国などの諸学校や姉妹大学をはじめ、多彩な教育福祉事業を行ってきている[4]。

## 卒業後の進路について

### 編入学・進学実績
- 併設のノートルダム清心女子大学ほか立命館大学・大谷女子大学・桃山学院大学・関西学院大学・安田女子大学などがある[4]。